# Dragan Čović
Dragan Čović (Mostar, 20. kolovoza 1956.), hrvatski bosanskohercegovački političar i član Predsjedništva BiH od 2014. do 2018. Predsjednik je HDZ-a BiH od 2005. i član Kolegija Doma naroda PS BiH od 2011. do 2015. Između 2002. i 2005. bio je hrvatski član Predsjedništva BiH, smijenjen odlukom visokog predstavnika. Između 1998. i 2001. bio je ministar financija i potpredsjednik u Vladi FBiH. Predsjednik je Hrvatskog narodnog sabora BiH.
Kao čelnik HDZ-a BiH podržavao je Travanjski paket ustavnih reformi 2006. Ušao je u sukob s hrvatskim predsjednikom Vlade Ivom Sanaderom koji je pokušao proširiti svoj utjecaj na HDZ BiH. U takvim okolnostima je došlo do najvećeg raskola unutar HDZ-a BiH te je osnovan HDZ 1990 na čelu s Božom Ljubićem uz Sanaderovu podršku. Međutim, HDZ BiH uspio je zadržati vodstvo unutar hrvatske političke zajednice.
Čović je bio inicijator Prudskog procesa 2008. koji je vodio preustroju BiH na četiri federalne jedinice. Pregovori su se vodili s još dvojicom predsjednika najvećih nacionalnih stranaka, Miloradom Dodikom iz SNSD-a i Sulejmanom Tihićem iz SDA. Prudski proces propao je u prosincu 2008. kada je Tihić izgubio podršku svoje stranke.

## Mladost
Dragan Čović rođen je u obitelji Frane i Mare u Mostaru. U rodnom gradu je završio osnovnu školu 1971., a Tehničku školu strojarskog usmjerenja 1975., također u Mostaru. Potom je između 1975. i 1979. pohađao Strojarski fakultet Sveučilišta u Mostaru gdje je diplomirao. Nakon što je završio studij, zaposlio se u mostarskom poduzeću Soko. U Sokolu je od 1980. do 1986. radio kao tehnolog i kontrolor. Nakon toga pohađa magisterij na Strojarskom fakultetu u Mostaru od 1986. do 1989., a istovremeno radi u Sokolu kao rukovoditelj. Specijalistički studij menadžmenta završio je na Ekonomskom fakultetu u Sarajevu kojeg je pohađao od 1989. do 1991. Glavnim ravnateljem poduzeća Soko imenovan je 1992. Dvije godine kasnije imenovan je višim asistentom na katedri Ekonomike i organizacije proizvodnje na mostarskom Strojarskom fakultetu. U međuvremenu je 1996. na istom fakultetu i doktorirao, te je izabran za docenta na katedri Razvoja proizvodnih sustava.

## Rano političko djelovanje
Čović je 1996. postao član Županijskog odbora HDZ-a BiH Hercegovačko-neretvanske županije, a godinu kasnije postao je predsjednik Glavnog odbora HDZ-a BiH. Između 1998. godine do 2001. godine bio je zamjenik predsjednika Vlade i ministar financija u Vladi Federacije BiH.
Predsjednik vlade Edhem Bičakčić i Čović su se u Sarajevu 11. svibnja 1999. usuglasili oko važnih pitanja glede funkcioniranja Federacije BiH, u sklopu čega su raspravljali i o preustroju Radiotelevizije BiH u Federalnu RTV. Čović je odugovlačio potpisati odluku u preustroju, da bi to napravio dva dana kasnije. U dokumentu su potpisnici također bili i Jacques Paul Klein, zamjenik visokog predstavnika, te američki veleposlanik Richard Kauzlarich. Dogovoreno je da se na području Federacije BiH organizira u roku od šest mjeseci javna, federalna televizija, koja je trebala preuzeti najveći broj resursa dotadašnje TV BiH. Dokument je predvidio i uspostavljanje javne korporacije RTV na razini savezne države i čiji bi se značaj oslikavao u 
koordiniranju odnosa s međunarodnim faktorima, odnosno kupovini i prodaji pojedinih programa. Dogovoreno je da federalna TV ima dva kanala, jedan pretežno na bošnjačkom, a drugi na hrvatskom jeziku.
U tom razdoblju, 1998., imenovan je potpredsjednikom HDZ-a BiH. Na općim izborima održanim u listopadu 2000. bio je nositelj liste HDZ-a BiH za izbornu jedinicu 2 za Zastupnički dom PS BiH, međutim nije dobio mandat. Član Predsjedništva HDZ-a BiH postao je 2002. Na Strojarskom fakultetu u Mostaru imenovan je izvanrednim profesorom 2000. Od 2002. također predaje i na Ekonomskom fakultetu na redovitom i postdiplomskom studiju.

## Opći izbori 2002.
Čović je na općim izborima održanim 5. listopada 2002. bio kandidat koalicije HDZ-a BiH, Hrvatskih demokršćana i HNZ-a za hrvatskog člana Predsjedništva BiH. Tada je bio na glasu kao neslužbeni vođa tvrdolinijaša unutar HDZ-a BiH, a tadašnji ministar vanjskih poslova i predsjednik SDP-a BiH Zlatko Lagumdžija je nakon povratka iz Washingtona rekao kako "George Bush ne će dopustiti pobjedu nacionalista". Međutim, Čović je ipak zagovarao uspostavljanje komunikacije i partnersku suradnju s međunarodnom zajednicom. Kao svoje prioritete, Čović je istaknuo popravljanje položaja Hrvata, privlačenje stranih investicija, te povratak raseljenih osoba i izbjeglica.
Protukandidat iz HKDU-a BiH, Žarko Mišić, optužio je Čovića da se prije rata izjašnjavao kao Jugoslaven, što je Čović opovrgao. Međutim, ni jedan ni drugi za svoje tvrdnje nisu iznijeli konkretne dokaze. Središnje izborno povjerenstvo objavilo je konačne rezultate 20. listopada, a na njima su za članove Predsjedništva izabrani kandidati nacionalnih stranaka. Uz Čovića, izabrani su Sulejman Tihić iz SDA i Mirko Šarović iz SDS-a.

## Hrvatski član Predsjedništva BiH (2002. – 2005.)
Čović je dužnost hrvatskog člana Predsjedništva preuzeo 28. listopada 2002., a za prvog predsjedatelja Predsjedništva izabran je Mirko Šarović. za mandatara za sastav Vijeća ministara BiH predložio Barišu Čolaka, predsjednika HDZ-a BiH i dopredsjedatelja Zastupničkog doma PS BiH. Čovićev prijedlog došao je na zadnji dan roka, 17. prosinca 2002. Odmah u početku je bilo jasno da Čovićev prijedlog ne će podržati SDA i Stranka za BiH.
Argument HDZ-a BiH bio je taj da Hrvat mora biti na čelu barem jedne od tri vlade u državi (uz dvije entitetske), dok su SDA i SBiH taj argument odbacivali, tvrdeći da Bošnjaci, kao najbrojniji narod, trebaju imati predsjedatelja Vijeća ministara, koji je od 2002. trebao obnašati četverogodišnji mandat po prvi put. SDA je preferirala izbor Harisa Silajdžića, neformalnog vođu SBiH-a, dok se SBiH protivila njegovom imenovanju i predlagala Safeta Halilovića, predsjednika stranke i predsjednika Federacije BiH. Ipak, na sjednici Predsjedništva SDA održanoj dan poslije, ipak je kandidiran Adnan Terzić. Predsjedništvo BiH prihvatilo je SDA-ov prijedlog na sjednici 20. listopada. Terzić je konačno izabran za predsjedatelja kao jedini kandidat na sjednici Zastupničkog doma PS BiH održanoj dva dana poslije.
Nakon niza afera, među kojima su prodaja zrakoplova Iraku iz zrakoplovnog zavoda "Orao" iz Republike Srpske, unatoč embargu UN-a, te prisluškivanja na području Federacije BiH i Hrvatske vojske od strane Vojske Republike Srpske, visoki predstavnik Paddy Ashdown odlučio je smijeniti Šarovića s dužnosti člana Predsjedništva, smatrajući ga politički odgovornim. Sat prije smjene, Šarović je podnio ostavku 2. travnja 2003. Čović je potom postao vršitelj dužnosti predsjedatelja Predsjedništva, gdje se zadržao samo osam dana, do 10. travnja, kada je dužnost predsjedatelja preuzeo Šarovićev zamjenik Borislav Paravac. Dužnost predsjedatelja Čović je ponovno preuzeo 27. lipnja 2003., a tu dužnost preuzeo je Sulejman Tihić 28. veljače 2004.
Čović je za redovnog profesora izabran 2004. Iduće godine izabran je za predsjednika HDZ-a BiH.

### Optužnica i smjena
Posebni odjel za organizirani kriminal, gospodarski kriminal i korupciju Tužiteljstva BiH je 2. ožujka 2005. podnio na potvrđivanje Sudu BiH optužnicu protiv sedam osumnjičenih osoba: Joze Ivankovića Lijanovića, Mladena Ivankovića Lijanovića, Jerke Ivankovića Lijanovića, Slave Ivankovića Lijanovića, Dragan Čovića, Mate Tadića (sudac Ustavnog suda BiH) i Zdravka Lučića (profesor na Pravnom fakultetu u Sarajevu). Iz Tužiteljstva BiH priopćeno je da je optužnica rezultat istrage Tužiteljstva o poslovanju kompleksa tvrtki Ivanković-Lijanović, koje se od 1999. godine bave uvozom mesnih proizvoda u BiH.
Čovića se teretilo da je u vrijeme dok je bio ministar financija u Vladi Federacije BiH zahtijevao i primao darove od braće Lijanovića kao vlasnika i suvlasnika kompanije "Lijanovići" iz Širokog Brijega te da im je zauzvrat pomogao nezakonitim vršenjem svojih službenih dužnosti. Nadalje, optužen je i za izdavanje protupravnih uputa iako se radilo o potpuno drugom aktu - mišljenju koje je neobvezujućeg karaktera zbog uvođenja posebnih carinskih pristojbi i prelevmana te izbjegavanje njihovog plaćanja na uvoz robe tvrtke "Lijanovići". Time je, prema optužnici, braći Lijanović osigurano oslobađanje od obveze plaćanja posebnih pristojbi i drugih zakonskih obveza na uvoz robe čime su Lijanovići ostvarili nezakonitu dobit, čime su zajedno nanijeli ozbiljnu ekonomsku štetu gospodarstvu BiH.
Optužnica je Čovića teretila za tri kaznena djela: zlouporabu položaja ili ovlasti, nesavjestan rad u službi i supočinjenje u davanju dara i drugih oblika koristi. Zajedno s Lijanovićima i profesorom Lučićem terećen je za dogovor u činjenju kaznenih djela, organizirani kriminal i udruživanje zbog činjenja kaznenih djela. Tijekom postupka tužitelj je kasnije mijenjao optužnicu te je 19. rujna 2006. do detalja obrazložio razloge i dokaze kojima tužiteljstvo raspolaže.
Visoki predstavnik Paddy Ashdown smijenio 29. ožujka 2005. pravdajući smjenu optužnicom podignutom protiv Čovića zbog navodne zlouporabe položaja i drugih kaznenih djela zbog koje bi bila "ugrožena njegova sposobnost da učinkovito obavlja svoje političke dužnosti" i jer se njima "potkopava funkcioniranje ureda Predsjedništva". Među razlozima za smjenu navedeni su još i međunarodna izolacija, povjerenje u ured Predsjedništva i državne institucije i politička paraliza. Odluka visokog predstavnika bila je vrlo rigorozna i bez ikakve sudske kontrole ili prava na žalbu. U svojoj odluci, visoki predstavnik je odlučio da se Čoviću "zabrani obavljanje ministarske i drugih dužnosti u izvršnoj vlasti i na svim razinama vlasti, sve dok ga visoki predstavnik ne ovlasti ili dok se ne okonča sudski postupak." Ukinuta su mu i sva prava na naknadu, povlasticu i prava koja su mu pripadala kao članu Predsjedništva te mu je naloženo da "mora odmah napustiti svoj ured".
Smjena Dragana Čovića dočekana je sa zaprepaštenjem u HDZ-u BiH i kod Hrvata u BiH. Mnogi su smatrali kako je stvarna Čovićeva krivnja u stvari organiziranje Hrvatske samouprave u Bosni i Hercegovini, posebice zato što visoki predstavnik nije smijenio ni Sefera Halilovića koji je bio optužen za ratne zločine, a istovremeno je vršio ministarsku dužnost. Nakon smjene Ante Jelavića to je bila druga smjena visokog hrvatskog dužnosnika u BiH. Štoviše, Čović je uskoro prije smjene trebao preuzeti dužnost predsjednika Predsjedništva.

## Podjele u HDZ-u BiH
Na lokalnim izborima održanim u listopadu 2004. HDZ BiH izgbio je neke od ključnih općina, što je dovelo do podjele unutar stranke. Frakciju konzervativaca vodio je Bariša Čolak, a umjerenjaka Čović. Borbe su se najviše odrazile na mostarskom ogranku stranke, koji je bio jedan od utjecajnijih ogranaka te je važio kao utvrda konzervativaca. Istovremeno je rastao i utjecaj umjerenjaka Martina Raguža, koji se smatrao budućim kandidatom stranke za hrvatskog člana Predsjedništva BiH nakon Čovića.
Pregovori oko ustavnih reformi naročito su podijelili stranku. Čovićeva smjena i izbor Ive Mire Jovića unijeli su dodatnu krizu u stranku. Jovića, konzervativca, podržala su samo dvojica hrvatskih zastupnika u Zastupničkom domu PS BiH, što je ukazivalo na duboke podjele u stranci. Njegovo imenovanje podržao je i Čović, u prvom redu kako bi ojačao svoj utjecaj u stranci, te ograničio Čolakov i Ragužev.
Dodatnu pomutnju unijela je i Čovićeva pobjeda na unutarstranačkim izborima održanim na Saboru stranke u lipnju 2005. Na izborima mu je protukandidat bio Božo Ljubić, vodeći umjerenjak. Čović je dobio 285, a Ljubić 258 glasova, a zbog ove tijesne pobjede, Ljubić je optužio Čovića za izbornu prijevaru. Tijesan rezultat također je bio odraz dubokih podjela u stranci. Konzervativna frakcija se nakon Čovićeve pobjede osjećala ugroženo, kako je Čović, kao favorit međunarodne zajednice, promicao njezinu agendu ustavnih reformi.

## Sudski proces

### Kazneni postupak
Glavni pretres u Čovićevom slučaju počeo je 11. listopada 2005. Tijekom postupka Sud je oslobodio Čovića optužbi za organizirani kriminal i zlouporabu položaja ili ovlasti, te ga je teretio za ostatak kaznenih djela iz optužnice. Ostali optuženi su u potpunosti oslobođeni.
Čovićev odvjetnik, Josip Muselimović, od početka postupka je tvrdio da Čović nije napisao ni potpisao inkriminirajući Naputak, što je Sud tek kasnije prihvatio, no osudio je Čovića što rečeni dokument nije stavio izvan uporabe. Čoviću je određen i pritvor do izricanja drugostupanjske presude iako nije ispunjavao uvjete za pritvor.
Drugi Čovićev odvjetnik, Zdravko Rajić, isticao je da za Čovićev slučaj nije nadležan Sud BiH te da su ponuđeni dokazi tužiteljstva nezakoniti, isključenje mogućnosti vođenja kaznenog postupka i druge formalne nedostatke optužnice. Međutim, strani tužitelji i sudci ostali su na svojoj tvrdnji do donošenja konačne odluke Apelacijskog vijeća.
Obrana je navodila kako inkriminirano djelo u vrijeme navodnog počinjenja nije postojalo u kaznenom zakonu. Osvrnula se i na postupanje Tužiteljstva, odnosno na formalnopravni aspekt izmijenjene optužnice; na neosnovanost optužbe u odnosu na radnje počinjenja djela; na dokaze naznačene u dokumentima; i na prirodu i karakter spornih mišljenja. U završnoj riječi, obrana je iznijela stav da Čović nije počinio kazneno djelo i tražila je njegovo oslobađanje.
Prvostupanjskom presudom od 17. ožujka 2006., Sud je prihvatio samo dio izmijenjene optužnice. Svi optuženi, izuzev Čovića, su oslobođeni. Čoviću je izrečena kazna zatvora u trajanju od pet godina uz istodobno lišavanje slobode i onemogućavanje branjenja sa slobode u drugostupanjskom postupku. Presudom se ciljalo da se prikaže međunarodnoj zajednici kako se domaće sudstvo može uspješno boriti protiv organiziranog kriminala u vlastitoj zemlji; da se pred javnošću dokaže kako je smjena i sprječavanje Čovića da preuzme dužnost člana Predsjedništva potpuno opravdano te da se Čovića ukloni s političke scene.
Sud je napravio dvostruko vrednovanje otežavajućih okolnosti. Naime, Sud BiH je odlučio da je Čović navodno počinjeno kazneno djelo učinio u svojstvu službene osobe te je to uzeo kao otežavajuću okolnost. Međutim, osobno svojstvo element je bića kaznenog djela zlouporabe položaja ili ovlasti (koje ne može počiniti neslužbena osoba), pa stoga ne može biti otežavajuća okolnost. Kao drugu otežavajuću okolnost Sud je dodao ignoranciju od strane Čovića na upozorenja drugih dužnostnika. Kao olakotne okolnosti sud je naveo Čovićevo korektno držanje tijekom postupka, njegovo svojstvo obiteljskog čovjeka i raniju neosuđivanost.
Presuda je djelovala nevjerodostojna utoliko što su ostali optuženi oslobođeni te što je osuđeni Čović također oslobođen dijela optužbi, a kažnjen je teškom kaznom zatvora s odredbom da ostaje u pritvoru do izricanja drugostupanjske presude radi mogućnosti bijega. Tužiteljstvo je odustalo od odgovornosti Čovića za Naputak o primjeni carinskih pristojbi zato što je dokazano da on nije ni autor ni potpisnik inkriminiranog dokumenta, no osuđen je zato što nije rečeni dokument povukao iz uporabe. Također, između oslobađajućeg i osuđujućeg dijela optužnice postojale su određene proturječnosti. Primjerice, oslobađana su braća Lijanović koji su, prema optužnici, inkriminiranim radnjama ostvarili imovinsku korist zbog koje je proračun FBiH oštećen za 1 856 878 BAM, dok je samo Čović ostao osuđen. U presudi Čoviću nije ni navedeno oštećivanje federalnog proračuna. Optužnica je s 15 svedena na osam točaka, a u konačnici je toliko izmijenjena da Čović nije ni optužen ni osuđen za ono radi čega je pokrenut postupak. Stroga presuda donesena je radi opravdanja pred javnošću za ono što se nije trebalo ni dogoditi. Međutim, nisu ni svi strani sudci i tužitelji ostali ravnodušni prema presudi. Prvobitni tužitelj John McNair se vratio u Kanadu prije završetka postupka; sudac Mat Mattson, Šveđanin, opirao se potpisati optužnicu, no to je ipak učinio pod pritiskom visokog predstavnika. da bi se nakon toga odmah vratio u Švedsku. Nadalje, i tužitelj Jonathan Rattle, koji je postupak doveo do izricanja presude, razriješen je dužnosti tužitelja u ovom predmetu.
Od trojice članova sudskog vijeća koji su donijeli presudu, dvojica su bili stranci. Do izricanja prvostupanjske presude održano je 45 ročišta s više od 256 sati trajanja glavnog pretresa.
Prvostupanjska presuda Čoviću izazvala je oštre reakcije, u prvom redu kod hrvatskih političara i dijela medija pod utjecajem hrvatske nacionalne politike, no i značajnijeg dijela hrvatske javnosti u BiH. Nezadovoljstvo presudom u javnosti poraslo je kada su objavljene pojedinosti sa suđenja koji nisu bile poznate. Financijski vještak Abid Hodžić koji je nalaz napravio na zahtjev Tužiteljstva izjasnio se da u slučaju spornog dokumenta ne postoji Čovićeva odgovornost, a dokazano je i da se na dan nastanka dokumenta Čović nalazio u Hrvatskoj. Grafološkim nalazom dokazano je i to da potpis nije originalan već skeniran i krivotvoren.

### Puštanje iz pritvora
Čovićev odvjetnik Rajić podnio je žalbu na osuđujuću presudu Suda BiH. U žalbi je Rajić naveo da je došlo do povrijede odredbi kaznenog postupka, pogrešno i nepotpuno utvrđenog činjeničnog stanja, povrijede kaznenog zakona i odluke o kaznenopravnoj sankciji. Rajić je predložio da Žalbeno vijeće Suda BiH uvaži žalbu na način da preinakom pobijene presude optuženika oslobodi odgovornosti. Istakao je kako je Sud prekoračio optužbu tako što nije u potpunosti riješio predmet optužbe te da je presudu izrekao za djelo koje nije identično s onim koje je navedeno u potvrđenoj i na glavnoj raspravi izmijenjenoj optužnici. Time je, prema Rajićevom mišljenju, Sud prekoračio svoje ovlasti i povrijedio Zakon o kaznenom postupku jer se "presuda može odnositi samo na djelo koje je predmet optužnice sadržane u optužnici". Ukazao je da u Čovićevom slučaju ne postoji identitet između djela navedenog u optužnici i djela navedenog u presudi te da je Sud bio vezan optužbom i da bitnu izmjenu optužbe može napraviti samo tužitelj, a ne sud. Štoviše, ukazao je i na to da kazneno djelo kako je opisano u optužnici, odnosno presudi, ne sadrži bitne elemente bića kaznenog djela zlouporabe položaja ili ovlasti. Nadalje, Rajić je naglasio i pravne nedostatke kod obrazloženja presude, gdje Sud nije obrazložio razloge odbijanja određenih dokaza obrane koji su argumentirano pobijali navode optužbe. To se posebno odnosilo na sporni dokument Mišljenje na kojem je utemeljena presuda, a za kojeg nije bilo dokaza da ga je pisao ili potpisao Čović. Rajić je naglasio kao mišljenje ne može biti pravnoobvezujući akt, te da je Sud otišao dalje od Tužiteljstva koje je rečeni akt smatralo mišljenjem, a Sud rješenjem. Dodao je i to kako kod optuženog Čovića nije postojao umišljaj.
Rajić je također naglasio i dvostruko vrednovanje otežavajućih okolnosti, a olakotne okolnosti je proširio, navodeći da je Čović "neporočnog ponašanja, ugledan građanin s jasno izraženim pozitivnim odnosom prema društvenim vrijednostima i pravnim poretkom poretkom". Branitelj je istaknuo i navod suda da je Čović postupao "s najblažim stupnjem krivice s eventualnim umišljajem na granici nehatnog postupanja". Rajić je istaknuo i na veći propust suda, naime, Čović sebi nije pribavio nikakvu imovinsku korist, što je dovelo u pitanje motiv optuženog. Zbog toga je tražio da Žalbeno vijeće Suda BiH usvoji žalbu tako što će optuženog Čovića osloboditi odgovornosti i optužbe, s obzriom da djelo onako kako je opisano, nije kazneno djelo, da nije primijenjen zakon koji se trebao primijeniti, te da je počinjena bitna povrjeda odredbi kaznenog postupka.
Tijekom razmatranja žalbe na prvostupanjsku presudu i odluku o pritvoru, branitelji su tražili da se Čoviću omogući branjenje sa slobode. Svjedoci bili saslušani i pribavljena odgovarajuća dokumentacija koju je tužiteljstvo predstavilo sudu kao svoje dokaze, tako da nije bilo razloga za zadržavanjem Čović u pritvoru. Konačno je postignut dogovor obrane sa sudom, pa je Čović pušten iz pritvora uz jamčevinu veću od 3 200 000 BAM. Taj iznos su uspjeli prikupiti Čovićevi stranački i osobni prijatelji, stavljajući svoje stanove pod hipoteku i druge nekretnine.

### Ukidanje presude
Sud BiH je, u vijeću Apelacijskog odjela II za organizirani kriminal i korupciju, donio rješenje kojim se prihvatila žalba obrane te je ukinulo presudu izrečenu 17. studenog 2006. protiv Čovića. Određeno je također da se otklone sve počinjene bitne povrjede odredbi kaznenog postupka te da se ponovno izvedu već izneseni dokazi te da se, uz ocjenu ostalih žalbenih navoda, iznesu i drugi potrebni dokazi.
Drugostupanjsko sudsko tijelo svoju je odluku o ukidanju presude prvenstveno temeljilo na bitnim povrjedama odredbi kaznenog postupka od strane prvostupanjskog sudskog tijela, a uz to je uvidilo da je "izreka presude nerazumljiva, proturječna sama sebi i razlozima presude te ista ne sadrži razloge o odlučnim činjenicama". Istaknuto je da prvostupanjski sud nije na zakonom propisani način utvrdio i naveo koje činjenice uzima kao dokazane ili nedokazane, da nije naveo iz kojih razloga nije uvažio pojedine prijedloge stranaka, kojim se razlozima rukovodio pri primjenjivanju određenih odredbi Kaznenog zakona na optužene i njihova djela. Uz to je propustio navesti razloge zbog kojih je određene činjenice uzeo kao dokazane ili nedokazane, a odnose se "na postojanje bitnih elemenata bića kaznenih djela koja se optuženima stavljaju na teret, kao i njihove kaznene odgovornosti za ista".

## Nastavak političke karijere
Na Desetom saboru HDZ-a BiH održanom 12. svibnja 2007. Čović je ponovno izabran za predsjednika stranke. Bio je jedini kandidat, te je dobio podršku 466 od mogućih 495 izaslanika. Čović je nakon ponovnog izbora pozvao na jedinstvo unutar hrvatskog političkog korpusa zbog važnih pregovaranja oko ustavnih reformi koje su se u to vrijeme vodile. Na novom Saboru doneseni su također novi Statut i Program stranke.
Njegov ponovni izbor za predsjednika mnogi su analitičari ocijenili i kao njegovu pobjedu nad Sanaderom koji je otvoreno podržavao Čovićeve protivnike u stranci. Dolazak izaslanstva HDZ-a iz Hrvatske i HDZ-a 1990 označilo je priznavanje položaja HDZ-a BiH kao vodeće stranke unutar hrvatske političke zajednice. Razlog zbog koje je Čović dobio i Sanaderovu podršku leži u činjenici što su Sanaderu bili potrebni glasovi Hrvata iz BiH za za parlamentarne izbore koji su se trebali održati u Hrvatskoj u prosincu.
Sanader se još u ožujku 2007. sastao s Čovićem i Ljubićem kako bi ujedinio stranke pred parlamentarne izbore i osigurao zastupnike iz izborne jedinice za dijasporu. Predmet razgovora bila je i suradnja dvaju bosanskohercegovačkih HDZ-ova oko suradnje glede ustavnih promjena. Čović je podržavao ideju da HDZ BiH samostalno sastavi listu za dijasporu i odbacio je mogućnost diktiranja liste iz Zagreba. Međutim, Ljubićev HDZ 1990 prihvatio je listu HDZ-a iz hrvatske čiji je nositelj bio Dragan Primorac, dok je Čović u svojem protivljenju dobio podršku HSP-a BiH Zvonke Jurišića. Konačno su Čović, Ljubić i Sanader na sastanku održanom u Neumu u listopadu usuglasili da na listi dijaspore uz HDZ budu i predstavnici HDZ-a BiH i HDZ-a 1990.
Od 2007. predaje predmet Upravljanje ljudskim resursima na Filozofskom fakultetu u Mostaru.

## Prudski proces
Čović je u studenome 2008. inicirao pregovore oko reforme Ustava BiH. Nakon toga, sastao se s predsjednicima vodećih nacionalnih stranaka, Miloradom Dodikom iz SNSD-a i Sulejmanom Tihićem iz SDA. Njih trojica potpisala su Odžački sporazum isti mjesec čime je počeo Prudski proces. Njime su se htjele postići ustavne reforme, odrediti popis stanovništva za 2011., urediti status Brčko distrikta, i riješiti pitanje državnog vlasništva. Dogovor su podržale ove tri vodeće stranke, no usprotivile su se Stranka za BiH Harisa Silajdžića i HDZ 1990 Bože Ljubića, iste stranke koje su oborile Travanjski paket 2006. Silajdžić je prigovarao da Prudski proces podcjenjuje bošnjačke nacionalne interese.
Vijeće za implementaciju mira (PIC) za zamjenika Miroslava Lajčáka imenovalo je austrijskog veleposlanika pri Sloveniji Valentina Inzka u ožujku 2009. Inzko je izjavio kako će njegov prioritet biti podrška Prudskom procesu. Na Mostarskom sajmu su se 31. ožujka 2009. sastali Čović i Tihić zajedno s predsjednikom Vlade Hrvatske Ivom Sanaderom i novim visokim predstavnikom. Sastanak se zbio se kako bi se mogao predstaviti napredak prudskog procesa PIC-u i novom visokom predstavniku. Sanader je na sastanku izrazio podršku Prudskom procesu i zahtjeve da hrvatski narod u BiH bude "suveren, ravnopravn i konstitutivan s preostala dva naroda".

## Drugi sudski proces
Čović ponovno završava pred sudom 2009. zbog optužbe da je donosio odluke o utrošku sredstava za kupovinu stanova određenim osobama. U travnju 2010. oslobođen je optužbi.
Treća optužnica za zlouporabu položaja protiv Čovića potvrđena je 10. svibnja 2010. Tužilaštvo Hercegovačno-neretvanske županije ga tereti da je s ostalim članovima Upravnog odbora Javnog preduzeća Hrvatske pošte i telekoma (HPT) donio odluku da se dug, od blizu 4,7 milijuna KM, koji je imalo ovo poduzeće prema tada već nepostojećem Ministarstvu obrane – HVO, prenese na tri privatne firme. Kasnijom naplatom dugovanja, te firme su postale većinski vlasnici dionica Eroneta - najprofitabilnijeg telekomunikacijskog dijela HPT-a. U vrijeme kad se to događalo Čović je bio ministar financija FBiH, zamjenik premijera FBiH i predsjednik Upravnog odbora HPT-a. Na kraju je Vrhovni sud FBiH donio odluku da je prijenos duga nezakonit te je Eronet vraćen u vlasništvo HPT-a.

## Predsjednička kampanja 2014.
U lipnju 2014., agencija Megalopter, objavila je istraživanje u kojem se predviđa Čovićeva pobjeda s 41.5% glasova, prema kojoj je imao neosporeno vodstvo među ostalim najavljenim kandidatima za hrvatskog člana Predsjedništva, poimenično, Živkom Budimirom i Martinom Ragužom.
Čovićeva kandidatura za hrvatskog člana Predsjedništva BiH bila je poznata 12. srpnja.
U intervjuu za Radio Sarajevo, rekao je kako mu je jedan od prioriteta približavanje BiH Europskoj uniji te borba za ravnopravnost Hrvata u BiH s druga dva konstitutivna naroda, uglavnom preko ustavnih promjena koje favoriziraju federalizam. Za Hrvate je rekao da su "europska snaga" BiH. Kao jedan od prioriteta, Čović je naveo promjenu Izbornog zakona koji je omogućavao preglasavanje Hrvate, te u sklopu toga implementaciju presude Međunarodnog suda za ljudska prava Sejdić-Finci. Istaknuo je što raniju potrebu rješavanja političkih pitanja, kao što su Izbroni zakon i ustavne promjene, kako bi se mogla riješiti gospodarska pitanja.
Čović je kritizirao bošnjačku politiku, optuživši je za marginalizaciju i majorizaciju Hrvata. Hrvati su ostali bez utjecaja na ekonomske, socijalne i financijske tokove, dok je Vlada Federacije BiH sve više centralizirala entitet i zaduživala se, a na štetu županija preko kojih se vraćaju ogromni dugovi Federacije BiH. Čović je rekao kako je "90% financijskih tokova u rukama Bošnjaka".
Glede Visokog predstavnika za BiH (OHR), Čović se zalaže za odlazak njegovog Ureda iz BiH. Ulogu OHR-a u Bosni i Hercegovini ocijenio je narušavajućom te se založio za veći utjecaj specijalnog predstavnika Europske unije u BiH. Položaj BiH pod OHR-om okarakterizirao je kao protektorat.

### Podrška
Podršku za kandidaturu dobio je od predsjednika Hrvatske Ive Josipovića i predsjednika Sabora Josipa Leke, no također i dijela međunarodne zajednice. Predsjednik HDZ-a Tomislav Karamarko sastao se s Čovićem i izaslanstvom HDZ-a BiH 28. kolovoza. Karamarko i Čović posjetili su franjevačke samostane u Fojnici i Širokom Brijegu. Službenu podršku od HDZ-a iz Hrvatske Čović je dobio 13. rujna, kada su Čović i Karamarko posjetili Jajce u vrijeme 19. obljetnice operacije Maestral i središnjicu HDZ-a BiH u Mostaru. Čović je također dobio podršku Kolinde Grabar-Kitarović, HDZ-ove kandidatkinje za predsjednicu Hrvatske 16. rujna. Gradonačelnik Zagreba Milan Bandić također je podržao Čovića na općim izborima dodavši da će "doći u Mostar i glasovati za Čovića". Joseph Daul, predsjednik Europske pučke stranke, dao je službenu podršku Čoviću 2. listopada 2014.

## Ostalo
Čović je potpisnik Kreševske deklaracije od 21. rujna 2007. godine., Banjalučkog dogovora s početka 2009. te sporazuma s Božom Ljubićem iz 2010. godine. Dana 9. siječnja 2019. povodom praznika koji se slavi u RS-u, Dana Republike Srpske nazočio je zajedno sa stranačkim izaslanstvom HDZ BiH obilježavanju istoga na svečanoj akademiji u Sportskoj dvorani "Borik" u Banjoj Luci. Povodom toga praznika odlikovan je Slavko Lisica, časnik JNA koji je u Republici Hrvatskoj osuđen za topnički napad na Šibenik.

## Odlikovanja i priznanja
Čović je za zasluge u vrijeme kada je radio u Ministarstvu obrane Herceg-Bosne, odlikovan Redom hrvatskog trolista 28. svibnja 1997.